# Fahlerts

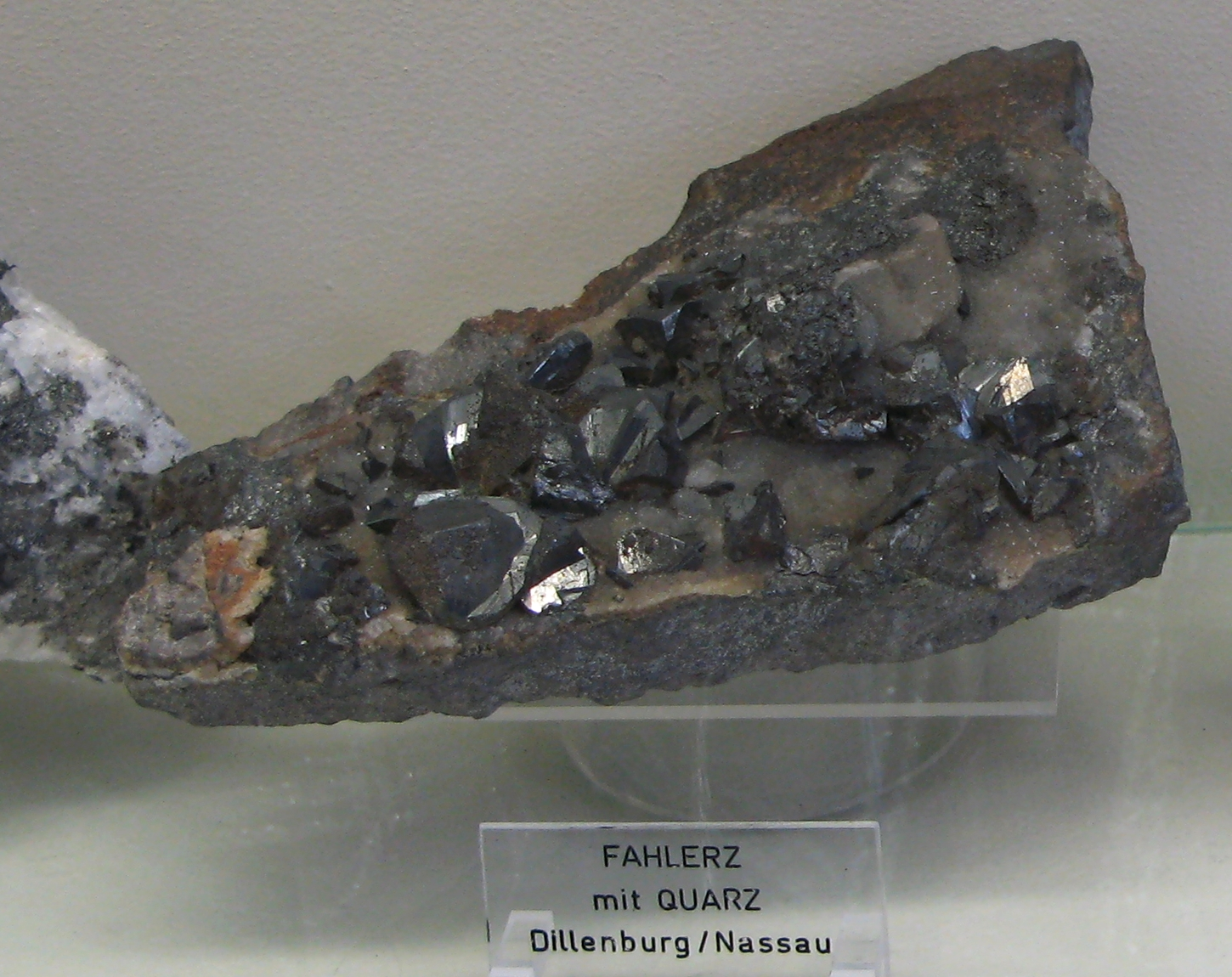
Fahlerts met kwarts

Fahlerts of bleekerts is een ertsgesteente dat uit mineralen bestaat met een kubisch kristalstelsel. Het heeft een metaalglans die zowel als een donkere bleekerts, zoals bij anniviet, en als lichte bleekerts, zoals bij tennantiet voorkomt. Er komen in bleekerts meestal kleine hoeveelheden zilver voor. Binniet, genoemd naar het Binntal in Zwitserland, is een zeldzaam arseenhoudend bleekerts. In Duitsland vindt men ook bleekerts, vooral in het Thüringerwoud, zoals germaniet. Dit is een isomorf mineraal met metaalglans.